# Cardepia
Cardepia is een geslacht van vlinders uit de familie van de uilen (Noctuidae).
De typesoort van het geslacht is Mamestra irrisoria Erschoff, 1874.

## Soorten
- C. affinis (Rothschild, 1913)
- C. arenaria
- C. arenbergeri Pinker, 1974
- C. dardistana Boursin, 1968
- C. definiens Walker, 1857
- C. demotica Pueng., 1902
- C. emmanueli Berio, 1993
- C. halophila
- C. hartigi Parenzan, 1981
- C. helix Boursin, 1962
- C. irrisoria (Erschov, 1874)
- C. kaszabi Sukhareva & Varga, 1973
- C. legraini Hacker, 1998
- C. martoni
- C. mixta (Pagenstecher, 1907)
- C. oleagina
- C. rothei Gyulai & Saldaitis, 2014[1]
- C. sociabilis (de Graslin, 1850)
- C. subelevata Walker, 1875